# Solarpark Schlechtenberg
Der Solarpark Schlechtenberg ist eine Photovoltaik-Freiflächenanlage in Schlechtenberg bei Sulzberg, die sich über eine Länge von etwa 1,2 km und eine Breite von 100 m erstreckt. Er verfügt über 33.000 Photovoltaikmodule von Hanwha SolarOne mit einer Nennleistung unter Standardtestbedingungen von 8,2 MWp und einer geplanten Einspeisung von 9,84 GWh/Jahr. Dies entspricht einer geplanten, im Mittel erreichten Leistung von 1,12 MW. Die tatsächliche Stromerzeugung wird mit 8,49 GWh/Jahr angegeben.
Bei seiner Eröffnung im September 2013 war er der größte Solarpark in Deutschland südlich von Würzburg und der größte im Allgäu.